# Lleterola
|  | Per a altres significats, vegeu «Lleterola (desambiguació)». |

La lleterola (Euphorbia helioscopia) és una espècie de planta perenne de la família Euphorbiaceae. També és coneguda com a lletera, lletresa, lleteroleta o lleterola d'hort.

## Distribució i hàbitat
Originària de l'àrea del Mediterrani, es va estendre a tot Europa i parts d'Àsia durant el Neolític.
La lleterola és una planta segetal, comuna als camps abandonats. Sovint es troba als horts i camps de conreu, on és considerada una mala herba, d'ací vé el nom de "lleterola d'hort".

## Descripció

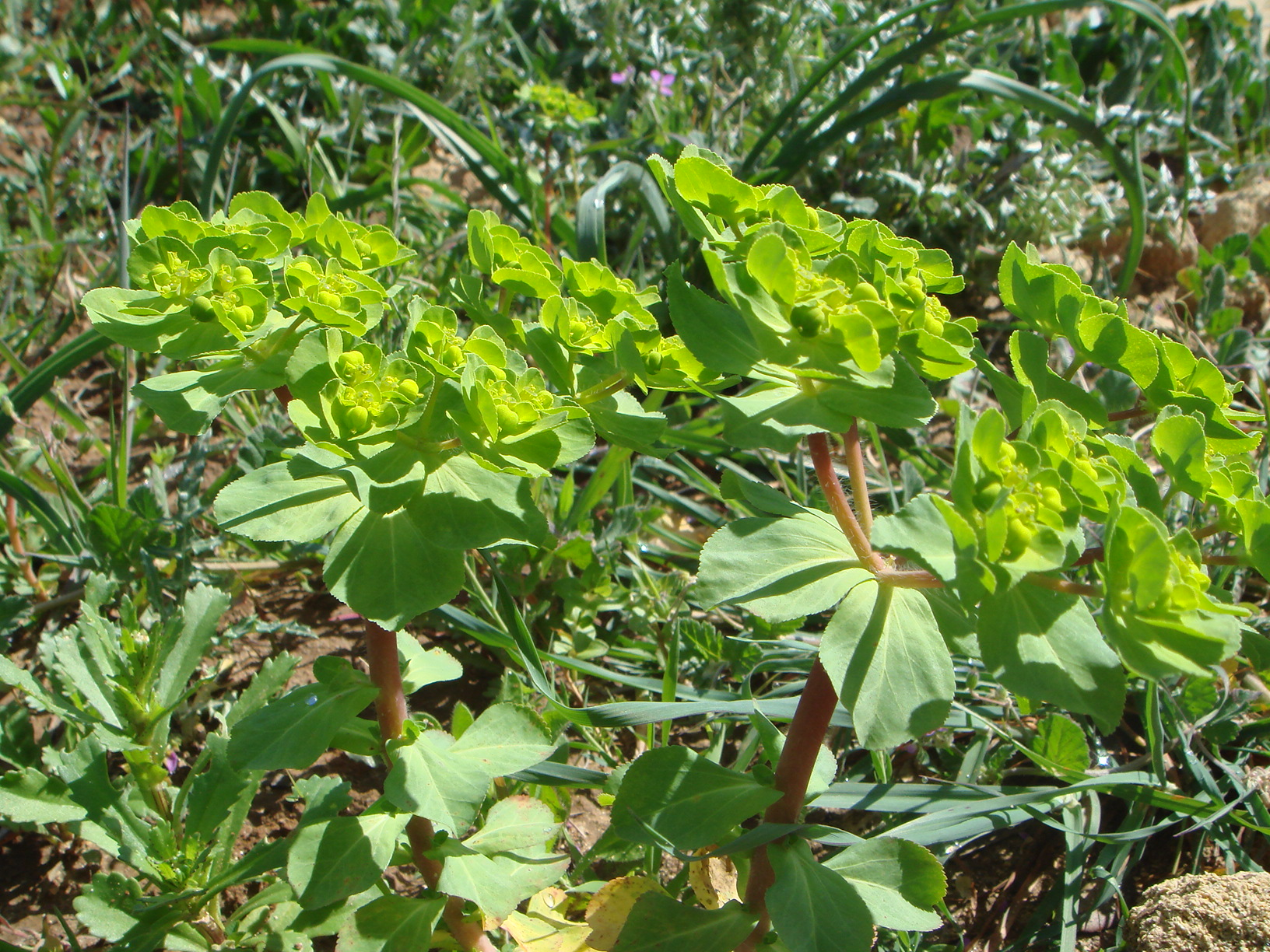
La lleterola a un hort entre altres plantes.

És una planta herbàcia anual i teròfita que creix fins a una alçada d'entre 15 i 40 cm. Les fulles són de forma oval i regular amb marges finament dentats. La tija creix de forma erecta i vertical i duu poques fulles. Termina amb una corona regular formada per cinc tiges on hi ha les inflorescències o ciatis. Aquesta planta se sembla molt a la lleteresa serrada, pero essent més petita, se la coneix sovint amb el nom de "lleterola".
A l'estiu aquesta planta té la particularitat de conservar un color verd groguenc viu malgrat la sequera. Destaca en els erms i prats assolejats on creix per la seva coloració verda fresca, comparada amb altres plantes o herbes de tons grisencs o ja seques.
El fruit de la lleterola és una càpsula esfèrica de 3 mm de diàmetre que conté les llavors.

## Usos medicinals i toxicitat

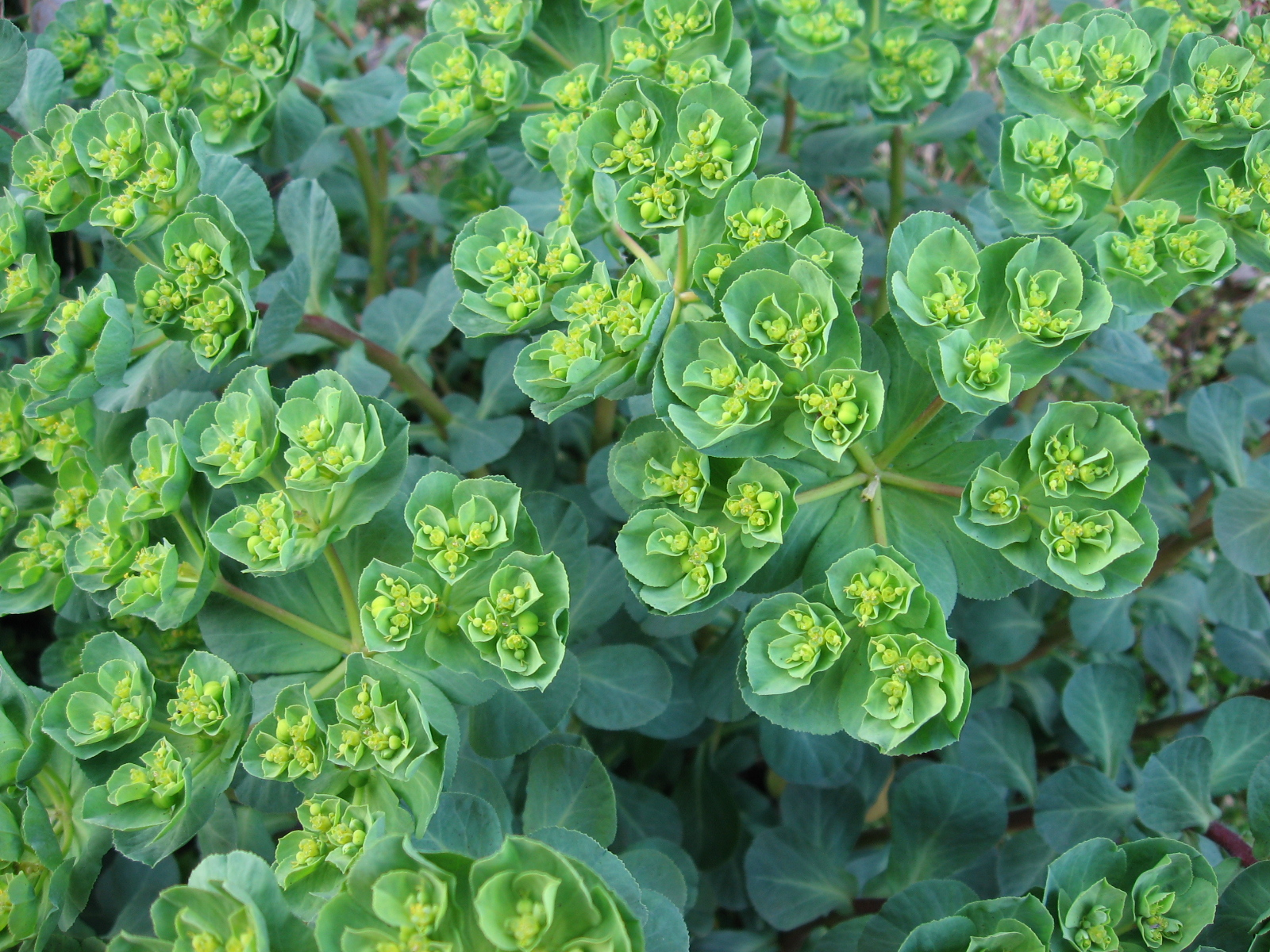
Inflorescències de la lleterola d'hort.

Com altres espècies similars del gènere Euphorbia la lleterola produeix una resina blanca verinosa, coneguda vulgarment com a "llet" que l'hi ha valgut el seu nom en català. Aquest líquid es coneix amb el nom d'euforbi i conté l'alcaloide euforbina que és altament tòxic i pot irritar la pell i els ulls severament.
Aquesta "llet" tenia aplicacions en l'antiga medicina casolana contre les berrugues i durícies aplicada directament amb cura.
També es feia servir la pols de les llavors i arrels com a laxant. Actualment els ingredients actius de la resina d'aquesta planta s'extraeixen per la indústria farmacèutica.

## Noms
El nom llatí "helioscopica" (del grec "helios" = "sol") de la lleterola prové del fet que aquesta planta orienta la seva testa cap al sol o del fet que les bràctees arrodonides i molt amples la base dels radis dels ciatis formen una figura que recorda a una estrella o un sol.
El nom "mal d'ulls" prové de les propietats irritants de la "llet" que exuda.
En català aquesta planta es coneix amb molts noms populars. Sovint aquests noms s'intercanvien amb els noms d'altres euforbiàcies similars.
- Gairebé tots el noms es deriven de la seva facultat de produir "llet", com lleteresa, lletera, lleterola, lleteroleta, lleterola d'hort.
- Altres noms; mal d'ulls, marcoset, pixaconills.